# I.S.M. Gradisca
L'Associazione Sportiva Dilettantistica I.S.M. Gradisca, o più comunemente Itala San Marco Gradisca, è una società calcistica e già polisportiva di Gradisca d'Isonzo (GO), erede della storia sportiva dell'Itala fondata nel 1919 e dell'Itala San Marco figlia di una fusione nel 1978. L'attuale società è sorta nel 2010 dopo la rinuncia dell'U.S. Itala San Marco S.r.l. al campionato professionistico di Lega Pro Seconda divisione (l'odierna serie C).
Attualmente milita nel campionato di Terza Categoria.

## Storia

### Le origini
Nel 1909 un gruppo di studenti dell'istituto magistrale di Gradisca costituì il primo nucleo di appassionati praticanti il gioco del calcio.
Allo scoppio della guerra l'attività venne sospesa, ed alla fine del conflitto i reduci dello stesso gruppo di giovani, il 21 marzo 1919, fondarono la Società Sportiva Itala di Gradisca, società di tipo polisportivo e ricreativo formata da numerose sezioni tra le quali la sezione calcio; il nome Itala, siamo alla fine della Grande guerra, è di chiara ispirazione nazionalista. È bene ricordare i nomi dei fondatori e primi dirigenti: il maestro Pino Odorico che fu il primo presidente, Giovanni Pian, Giovanni Doria, Carlo Tamburlini, Luciano Sevig, Marcello Slanisca e Giovanni Bruckbauer.

### Un campione del mondo nel calcio, il basket in serie A
In breve il gioco del calcio ebbe una grande diffusione in tutto l'isontino e l'Itala ben presto ne divenne una delle massime espressioni tanto che nel campionato 1920-1921, arrivando seconda nel torneo della Venezia Giulia, si iscrive successivamente alla Terza Divisione della Venezia Giulia che corrispondeva all'incirca all'attuale Serie C, massimo livello regionale dell'epoca.
Vinto il campionato di Terza Divisione 1926-1927 ma non superate brillantemente le finali per la promozione in Seconda Divisione, la squadra fu ammessa alla categoria superiore ovvero la Seconda Divisione Nord solo alla ricompilazione dei quadri stagionali. La permanenza in un campionato nazionale fu troppo dispendiosa e la società dopo due stagioni retrocedette nei campionati regionali ai quali non confermò la propria iscrizione rinunciando ai campionati ufficiali delle prime squadre.
Ma l'attività non fu sospesa definitivamente: continuò a livello locale nei campionati provinciali gestiti dall'U.L.I.C. che, in seguito, nel 1935, prese il nome di Sezione Propaganda.
In quegli anni sboccia il talento di Gino Colaussi, attaccante gradiscano che si distinguerà fra Triestina e Padova ma soprattutto in maglia azzurra: nella Finale del campionato mondiale di calcio 1938, disputatosi in Francia, realizzerà una storica doppietta.
La società, intanto, dopo aver svolto attività squisitamente giovanile ricompare nei quadri della Figc come "Società Sportiva Itala" solamente nel 1945, iscritta nella serie C Alta Italia, dove coglierà nel primo Dopoguerra due ottavi posti. Successivamente, nel 1948-49, la squadra sale nel torneo di Promozione del Friuli Venezia Giulia. Promossa in Quarta serie nella stagione 1954-55, si fonderà con la Marianese e diventerà A.S. Itala Montiglio, dal nome dello sponsor attivo nel settore dei compensati. Dopo alcune stagioni negative dal punto di vista agonistico e finanziario in Quarta serie, nel 1959 avviene la rifondazione della Polisportiva Itala grazie all'opera di dirigenti encomabili come Amedeo Marizza (primo presidente dopo la rinascita), Renato Brancolini, Walter Buzzin, Enzo Furlan, Oscar Marizza, Mario Gismano, Domenico Rongione, Villi Trevisan, Alfredo Venuti, Valentino Zuliani, Giulio Portelli, Giovanni Devetti e Ottorino Coccolo. Il club riprende faticosamente il suo cammino e per tre lustri milita nei campionati di Prima e Seconda categoria.
Fiorente la sezione pallacanestro, che vive a cavallo fra gli anni '40 e '50 la sua epopea gloriosa, raggiungendo addirittura la serie A e persino il secondo posto nel massimo campionato nazionale. Quattro cestisti dell'Itala (Achille Canna, Sergio Macoratti, Oscar Zia e Ciro Zimolo) vestiranno la maglia della nazionale. Gli altri eroi dell'Itala basket portano i nomi di Sergio Brumat, Oscar Marizza, Valentino Pellarini, Alfredo Venuti, Luciano Zia, e dell'allenatore Franco Terrile. La sezione basket è sopravvissuta sino al 2007, militando con onore nei campionati interregionali di serie C.

### Rinascita e fusione con la San Marco
Dopo anni difficili, con diversi successi ma anche ricostruzioni, nel 1972-1973 l'Itala raggiunse la Prima Categoria e nel campionato 1974-1975 la Promozione (attuale Eccellenza) ma successivamente vi fu un nuovo repentino ritorno in Seconda Categoria. A questo punto i dirigenti di Itala e San Marco, l'altro sodalizio cittadino espressione della periferia e del rione di San Valeriano, dopo anni di trattative trovarono l'accordo e il 1º luglio 1978 avvenne la fusione tra due delle tre società calcistiche cittadine. Fu costituita l'Unione Sportiva Itala San Marco, con presidente Gianpiero Paparella (già alla guida nonché uno dei fondatori della San Marco), con l'intento di riunire le forze calcistiche cittadine al fine di raggiungere obiettivi più ambiziosi. Nel 1987 si completa l'opera di fusione delle realtà calcistiche cittadine: grazie ad un accordo tra le due dirigenze venne assorbita la sezione calcio della Torriana e così rimase una sola squadra a rappresentare il calcio gradiscano.
Grazie alla fusione, gli anni Ottanta - con i presidenti Italo Bressan e Silvano Lorenzon - sono stati ricchi di successi. L'Itala San Marco vinse tutto quanto c'era da vincere in ambito regionale e nella stagione 1986-1987 conquistò il diritto a partecipare al campionato di Promozione che dal 1991-1992 è stato scisso in due con l'ammissione delle migliori squadre nel nuovo campionato di Eccellenza, ed infine nella stagione 1997-1998, sotto la presidenza di Franco Bonanno, la storica promozione nel Campionato Nazionale Dilettanti.

### L'epoca d'oro: dalla serie D al professionismo
Sotto la guida della triade Franco Bonanno (presidente), Eros Luxich (ds) e Agostino Moretto (tecnico), la squadra affronta il campionato Interregionale di serie D con grande serenità. Nelle prime tre stagioni arrivano altrettante salvezze, peraltro mai in discussione. La ricetta è la conferma di gran parte dello zoccolo duro proveniente dai dilettanti e un settore giovanile sempre più florido. Nella stagione 2001-2002 cambia invece la guida tecnica: la panchina è affidata a Giuliano Zoratti, trainer friulano dall'enorme esperienza (370 partite, col picco della Reggina in serie B) fra i professionisti. È il momento del salto di qualità. In quegli anni vestono il biancoblù l'attaccante brasiliano Neto Pereira, l'ex difensore della Fiorentina Aldo Firicano, l'attaccante friulano Mirco Vosca, il mediano ex Triestina Massimo Pavanel, l'esterno argentino Pablo Bezombe, i promettenti difensori Daniele Visintin e Alessandro Fabbro, tutti importanti per la crescita del progetto. La squadra conclude le due stagioni dell'era-Zoratti (2001-2002 e 2002-2003) sorprendendo con un quarto e un settimo posto, e rimanendo a lungo la difesa meno battuta d'Italia. Nel 2003-2004 e 2004-2005 l'Itala San Marco è invece nuovamente guidata in panchina da Agostino Moretto, pronta per sfidare le grandi della serie D. Otterrà due secondi posti lottando sino alle ultime giornate per la promozione diretta. Nella prima stagione la squadra duella per la promozione con il Portosummaga, cedendo solo nel finale di torneo (decisive le sconfitte di Jesolo e Mezzocorona) ma partecipa comunque ai play-off per la prima volta nella sua storia: sconfigge il Trento in semifinale ma deve arrendersi alla Sambonifacese nel doppio confronto di finale. Nella stagione successiva, il braccio di ferro per la C2 è invece con il Bassano, ma ancora una volta il colpo grosso sfuma proprio nel finale di campionato. L'Itala deve ancora accontentarsi dei play-off per i ripescaggi. Nella stagione 2005-2006 la società decide inizialmente per un rinnovamento, affidando la guida tecnica all'ex giocatore biancoblù Massimo Pavanel. Il progetto però non decolla e nell'inverno dello stesso anno viene ingaggiato l'ex trainer di Udinese e Pordenone, Adriano Fedele. Sotto la guida del trascinatore friulano la squadra, inizialmente sfiduciata, compie un'eccezionale cavalcata nel girone di ritorno chiudendo ad un solo punto dai play-off.
Nel 2006-2007 si registra il ritorno in panchina di Giuliano Zoratti. L'Itala, trascinata sempre dall'esplosivo brasiliano Neto Pereira, pare in grado di stare ancora stabilmente fra le grandi. Il settore giovanile nel frattempo conta oltre 200 ragazzi da tutto il Friuli Venezia Giulia. Nasce anche un gruppo ultras che segue ovunque con passione la squadra: il collettivo "Gradisca 1919". La squadra conclude con un sontuoso terzo posto e inizia un'esaltante avventura nei play-off. Nella fase interregionale sconfigge Virtus Vecomp Verona e Sambonifacese, quest'ultima dopo un'incredibile serie di calci di rigore: ben 31, 4 dei quali trasformati dal centrocampista gradiscano Alen Carli. La rocambolesca vittoria consente all'Itala San Marco di partecipare per la prima volta nella sua storia alla fase nazionale degli spareggi per la C2, affrontando nel triangolare Aversa Normanna e Siracusa. Sconfitta in Campania, la compagine di Zoratti batterà fra le mura amiche i siciliani, ma non sarà sufficiente per coronare il sogno della promozione. In estate il commiato dal capitano ed eterna bandiera Sandro Peroni, ragazzo venuto dalla "cantera" di San Valeriano, partito dai tempi lontani dell'Eccellenza e divenuto recordman di tutti i tempi quanto a presenze in biancoblù con 400 gare in 15 stagioni.
L'annata 2007-2008 diventa quella dell'ormai inevitabile consacrazione. Neto e compagni stroncano la resistenza della solita Sambonifacese e del Chioggia (ove colgono una storica e fondamentale vittoria) e concludono il campionato davanti a tutti: esattamente dopo dieci stagioni nel Campionato Nazionale Dilettanti, il 20 aprile 2008 la "piccola" Itala San Marco è in C2 (chiamata ai tempi Lega Pro di Seconda divisione) e partecipa anche alle finali scudetto di categoria. Uscirà di scena con il Cosenza dopo avere passato il turno in un girone in cui erano inserite anche Alessandria e Como. Successi anche per il vivaio: tre semifinali nazionali per i Giovanissimi (2003, 2009, 2010), la vittoria del campionato Interregionale per gli Juniores (2008).
Fra i professionisti l'Itala San Marco Gradisca disputa due stagioni: nel 2008-2009, quando sfiora i play-off, e nel 2009-2010 con una tranquilla salvezza. Per due volte (serie D 2007-2008 e serie C 2009-2010) la società biancoblù risulterà ai vertici della classifica nazionale del fair play.

### Rinuncia alla C e rifondazione come ISM Gradisca
Il 16 luglio 2010 il club rinuncia alla Lega Pro (l'allora serie C2) e fa il suo ritorno fra i dilettanti dopo la fondazione di una nuova società denominata ISM Gradisca.
Il calcio nella cittadina isontina riparte con l'Associazione Sportiva Dilettantistica I.S.M. (acronimo di Itala San Marco) Gradisca, che con delibera del presidente della FIGC è stata ammessa in soprannumero al campionato di Eccellenza Friuli-Venezia Giulia per la stagione 2010-2011. Primo presidente il goriziano Massimo Chiussi. L'Itala San Marco vince subito il campionato regionale riconquistando la Serie D il 1º maggio 2011, guidata sempre dall'allenatore Giuliano Zoratti, che rimane sulla panchina degli isontini anche nel ritrovato campionato di Serie D 2011-2012. Nel settembre del 2011, terminata la fase di assestamento della nuova società, Chiussi lascia la presidenza. Gli subentra l'imprenditore friulano Franco Tonon. Squadra giovane ed inesperta, la formazione isontina ritorna dopo appena un anno nel campionato di Eccellenza Friuli-Venezia Giulia chiudendo all'ultimo posto la stagione nella Serie D 2011-2012.
Dopo otto stagioni indimenticabili, si conclude l'era di Zoratti sulla panchina gradiscana. Il nuovo allenatore è il giovane Fabio Franti, già perno difensivo dell'Itala San Marco dei miracoli di Agostino Moretto. Franti centra subito la salvezza nella stagione 2012-2013. Bisserà con la salvezza conquistata ai play-out contro il San Luigi nella stagione 2013-2014.
Nel novembre 2014 a Franti subentra come nuovo tecnico della prima squadra il friulano Marco Rossi, che centra la terza permanenza consecutiva del club nella massima serie dilettantistica regionale. A fine 2015, dopo alcune soluzioni ad interim, la guida tecnica passa nelle mani dell'ex attaccante professionista Luca Lugnan. La squadra chiude al penultimo posto, ma nei play-out sconfigge il Flaibano e conquista la quarta salvezza di fila in Eccellenza.
L'anno successivo però i gradiscani non riescono a ripetersi e chiudono all'ultimo posto, ritornando nel campionato di Promozione dopo ben 26 anni. Dopo il precampionato alla guida di mister Furio Corosu, la società annuncia a pochi giorni dal via della stagione il clamoroso ritorno sulla panchina biancoblù di mister Giuliano Zoratti. Nel marzo 2019 gli subentra Sergio Comisso. Al termine della stagione la società scende dopo 34 anni in Prima Categoria, dopo avere perso il play-out in casa del Costalunga. La panchina viene affidata a Paolo D'Odorico, che non termina la stagione interrotta comunque dalla pandemia di COVID-19.
Il giornalista de "Il Piccolo" Luigi Murciano nel 2020 realizza un libro sul Centenario della società.
Nel luglio 2020 l'assemblea dei soci elegge un nuovo presidente, il gradiscano Paolo Lazzeri. Si succedono gli allenatori Mauro Pinatti, Marco Dario, Fabrizio Donda e Predrag Arcaba. Nella stagione 2022-2023 la squadra scende in Seconda Categoria.
A fine giugno 2023 assume la presidenza l'imprenditore Stefano Forte, già dirigente negli anni più floridi della storia recente. Il nuovo corso sceglie come tecnico della prima squadra Giorgio Buso, avvicendato dopo il girone d'andata con Andrea Gallas. Pur piazzandosi al decimo posto, per la ristrutturazione dei campionati la compagine retrocede in Terza categoria. Nella stagione 2024-2025 sulla panchina biancoblù viene nominato il tecnico Ciro Grimaldi. La squadra chiude all'ottavo posto. Nel campionato successivo viene affidata al tecnico Christian Marega.

## Stadio
Il 9 dicembre 2007, in occasione dell'incontro Itala San Marco-Eurotezze, la formazione gradiscana ha calcato nuovamente il terreno dello stadio "Colaussi" dopo il rinnovo delle infrastrutture. La modifica che simbolicamente risulta la più importante, consiste nell'abbattimento della recinzione fra la tribuna principale ed il campo di gioco. Lo stadio è stato il primo impianto all'inglese dell'intero calcio professionistico italiano.

Il 3 aprile 2008 è stata celebrata l'inaugurazione ufficiale dell'impianto con un incontro amichevole fra Itala San Marco e Udinese.

## I Tornei Internazionali
L'Itala San Marco organizzava direttamente, e successivamente ha continuato ad ospitare, il Torneo Internazionale "Città di Gradisca d'Isonzo" – Trofeo "Nereo Rocco" ed il Torneo delle Nazioni, cui prendono parte prestigiose squadre provenienti da tutto il mondo.
Dal 2003 si svolge, in concomitanza con il Torneo Internazionale "Città di Gradisca", il "Torneo Europa Unita" riservato a squadre nazionali che viene disputato su campi di Austria, Slovenia ed Italia. Dall'edizione del 2008 il torneo prende il nome di "Torneo delle Nazioni" vista la partecipazioni di nazionali extra europee.

## Settore giovanile
L'Itala San Marco vanta tre semifinali nazionali Giovanissimi (2003, 2009, 2010) e una vittoria del campionato Interregionale Juniores (2008).

## Palmarès

### Competizioni interregionali
- Serie D: 1

2007-2008 (girone C)

### Competizioni regionali
- Eccellenza: 2

1997-1998, 2010-2011
- Prima Categoria: 2

1973-1974 (girone B), 1985-1986 (girone B)
- Seconda Categoria: 2

1971-1972 (girone D), 1983-1984 (girone E)
- Prima Divisione: 1

1948-1949(girone D)
- Campionato italiano di terza divisione: 1

1926-1927

## Onorificenze
- Premio C.O.N.I.: 1963, 1986, 1993
- Premio F.I.G.C.: 1969, 1994
- Stella d'argento C.O.N.I.: 1982
- Premio F.I.G.C., L.N.D. Comitato F.V.G.: 1987, 1992
- Targa d'oro C.O.N.I.: 1992
- Stella d'oro C.O.N.I.: 1995[17]